# Jessica Henwick
Jessica Henwick, née le 30 août 1992 dans le Surrey en Angleterre, est une actrice britannique.
Elle tient les rôles secondaires de la pilote Jessika Pava dans le film Star Wars : Le réveil de la force (2015) et de Nymeria Sand dans la série Game of Thrones (2015-2017), avant de gagner en notoriété grâce au rôle de  Colleen Wing dans la série Iron Fist (2017-2018), rôle qu'elle reprend dans The Defenders (2017) et Luke Cage (2018).
Elle prête sa voix à Alexia dans Blood of Zeus (2020-) puis à Elle dans Blade Runner: Black Lotus (2021). Jouant dans Love and Monsters en 2021, elle tient la même année le rôle de Bugs dans le film Matrix Resurrections de Lana Wachowski. En 2022, elle tourne pour Anthony et Joe Russo dans The Gray Man et pour  Rian Johnson dans Glass Onion : Une histoire à couteaux tirés.

## Biographie
Jessica Yu Li Henwick nait le 30 août 1992 dans le Surrey au Royaume-Uni. Sa mère, Pearlyn Goh Kun Shan, est d'origine chinoise et singapourienne et son père, Mark Henwick, est d'origine anglaise et zambienne, il est l'auteur de la série de romans Amber Farrell (The Bite Back).
Elle a étudié à la Redroofs Theatre School et au National Youth Theatre.

### Carrière
Elle commence sa carrière en 2010 dans la série pour enfant Spirit Warrior. L'année suivante, elle continue à la télévision avec North by Northamptonshire.
En 2012, elle tourne dans The Thick of It. On la retrouve deux ans plus tard pour son premier rôle au cinéma dans Dr Liebenstein d'Erik Karl, ainsi que les séries Obsession : Dark Desiress, Silk et Inspecteur Lewis
Entre 2015 et 2017, elle joue le rôle de Nymeria Sand dans la série Game of Thrones diffusée sur HBO. Toujours en 2015, elle interprète la pilote de la Résistance Jessika Pava dans Star Wars : Le réveil de la force, premier opus de troisième trilogie de Star Wars.
En 2017, elle joue dans le film Newness de Drake Doremus. Elle obtient également le rôle du personnage de Marvel Comics Colleen Wing dans la série Netflix Iron Fist, personnage qu'elle reprend notamment en 2018 dans sa deuxième saison, mais également dans les séries The Defenders (2017) et Luke Cage (2018),,,.
En 2020, elle prête sa voix à Alexia dans la série d'animation Blood of Zeus[réf. nécessaire] et joue aux côtés de Kristen Stewart, Vincent Cassel, T. J. Miller, Mamoudou Athie et John Gallagher Jr. dans le film d'horreur Underwater de William Eubank.
En 2021, elle joue dans le film à succès Love and Monsters dans le rôle d’Aimee aux côtés de Dylan O'Brien produit par Netflix. Elle tient également le rôle de la protagoniste Elle, pour la version anglophone de la série d'animation Blade Runner: Black Lotus, nouvelle installation de la franchise de science-fiction Blade Runner. Enfin, elle tient le rôle de Bugs dans Matrix Resurrections de Lana Wachowski, quatrième volet de la franchise de science fiction Matrix sorti dix-huit ans après Matrix Revolutions.
En 2022, elle tient le rôle de l'agent de la CIA Suzanne Brewer dans le film The Gray Man des frères Anthony et Joe Russo, long métrage porté par Ryan Gosling et Chris Evans. La même année, elle est attendue dans le rôle de l'assistante Peg, une des suspectes du détective privé, Benoit Blanc campé par Daniel Craig, dans la suite Glass Onion : Une histoire à couteaux tirés de Rian Johnson.

## Filmographie

### Cinéma

#### Longs métrages
- 2014 : Dr Liebenstein d'Erik Karl : Rachel
- 2015 : Star Wars, épisode VII : Le Réveil de la Force (Star Wars : Episode VII – The Force Awakens) de J. J. Abrams : Jessika Pava
- 2015 : Dragonfly d'Andrew Tiernan : Paula Reid
- 2016 : The Headhunter de Tom Keeling : Aiko Koo
- 2017 : Rice on White de Talun Hsu : Elena
- 2017 : Newness de Drake Doremus : Joanne
- 2020 : Underwater de William Eubank : Emily Haversham
- 2020 : On the Rocks de Sofia Coppola : Fiona
- 2021 : Love and Monsters de Michael Matthews : Aimee
- 2021 : Matrix Resurrections de Lana Wachowski : Bugs
- 2022 : The Gray Man d'Anthony et Joe Russo : Suzanne Brewer
- 2022 : Glass Onion : Une histoire à couteaux tirés de Rian Johnson : Peg
- 2023 : The Royal Hotel de Kitty Green : Liv
- 2024 : Cuckoo de Tilman Singer : Beth
- 2025 : Huntington de John Patton Ford :

#### Courts métrages
- 2014 : Balsa Wood de Dominique Lecchi : Scotty
- 2016 : The Heart of the Forest de Giles Alderson : Akira
- 2018 : Yo ! My Saint d'Ana Lily Amirpour : la muse
- 2018 : The One That Got Away de Kai Wu : La femme
- 2019 : Baliko de Chris Chung : Mara - également scénariste
- 2021 : Bus Girl de elle-même : June - également scénariste et réalisatrice

### Télévision

#### Téléfilm
- 2013 : Monday to Friday de Dominic Reynolds : Julie (voix)

#### Séries télévisées
- 2010 : Spirit Warriors : Bo
- 2011 - 2012 : North by Northamptonshire : Helen Baynard
- 2012 : The Thick of It : Charlotte
- 2014 : Obsession : Dark Desires : Jane Trenka
- 2014 : Silk : Amy Lang
- 2014 : Inspecteur Lewis (Lewis) : Chloe Ilson
- 2015 - 2017 : Game of Thrones : Nymeria Sand  (8 épisodes)
- 2017 - 2018 : Iron Fist : Colleen Wing (23 épisodes)
- 2017 : The Defenders : Colleen Wing  (6 épisodes)
- 2017 : Fortitude : Blanca Mankyo  (saison 2, épisode 1)
- 2018 : Luke Cage : Colleen Wing (saison 2, épisode 3)
- 2020 : Blood of Zeus : Alexia (animation, 8 épisodes -  en cours)
- 2021 : Blade Runner: Black Lotus : Elle (animation, doublage version anglophone, 12 épisodes)
- 2024 : Twilight of the Gods : Sandraudiga (animation, doublage version anglophone, 3 épisodes)
- 2025 : Silo : Helen (saison 2, épisode 10)

### Jeu vidéo
- 2014 : Dreamfall Chapters : Enu-Mar Sand'ya et Hanna Roth

## Voix francophones
En version française, Jessica Henwick est dans un premier temps doublée par Julie Quesnay dans Star Wars, épisode VII : Le Réveil de la Force et Cindy Tempez dans Game of Thrones, cette dernière la retrouvant par la suite dans On the Rocks.
À partir de 2017, elle est principalement doublée par Ingrid Donnadieu, cette dernière étant sa voix dans The Defenders, Love and Monsters, Matrix Resurrections, The Gray Man ou encore Glass Onion : Une histoire à couteaux tirés.